# إبراهيم لطيفي
إبراهيم لطيفي (بالفارسية: ابراهیم لطیفی) ، من مواليد 27 يناير 1939، هو لاعب كرة قدم إيراني معتزل، لعب 5 مباريات مع المنتخب الإيراني لمدة عامين 1964-1965، وشارك في تشكيلة المنتخب الإيراني لدورة الألعاب الأولمبية الصيفية التي استضافتها العاصمة اليابانية طوكيو سنة 1964.

## مصدر
1. ↑  إيفانز, هيلاري; جيرد, أريلد; هيجمانز, جيرون; مالون, بل. "Ebrahim Latifi Olympic Results". على موقع Sports-Reference.com (بالإنجليزية). سبورتس رفرنس. Archived from the original on 2020-04-17. Retrieved 2018-10-18.

## وصلات خارجية
- Ibrahim Latifi على موقع ناشيونال فوتبول تيمز (الإنجليزية)
- Ibrahim Latifi على موقع عالم كرة القدم.نت (الإنجليزية)
- Ibrahim Latifi على موقع أوليمبيديا (الإنجليزية)
- إبراهيم لطيفي على فرق كرة القدم الوطنية.كوم
- إبراهيم لطيفي في موقع كرة القدم العالمية.نت